# Karlsruhe West
Karlsruhe West – przystanek kolejowy w Karlsruhe, w kraju związkowym Badenia-Wirtembergia, w Niemczech. Znajdują się tu 2 perony.